# Rue Papin (ancienne voie de Paris)
Pour les articles homonymes, voir Rue Denis-Papin.
La rue Papin est une ancienne voie de Paris qui était située dans l'ancien 12e arrondissement et qui a disparu lors de l’extension de la gare du chemin de fer d'Orléans entre 1862 et 1867.

## Situation
La rue Papin, d’une longueur  de 108 mètres, était située dans l'ancien 12e arrondissement, quartier de la Gare, commençait quai d'Austerlitz et finissait rue de la Gare. C’était une voie de liaison qui n'avait pas de numéro.

## Origine du nom
La voie tenait son nom du physicien français Denis Papin (1647-1713).

## Historique
Une ordonnance royale du 27 avril 1825 autorisa l'administration des Hospices de Paris et MM. Bouhin, Godde, Magu, le baron Hély-d'Oissel, à ouvrir sur les terrains du clos de la Gare et du pré de l'Hôpital, qui leur appartenaient, cinq rues. Cette autorisation fut accordée à la charge par les impétrants de supporter les frais d'établissement du premier pavage et éclairage des rues nouvelles, d'établir dans les rues des trottoirs de chaque côté desdites rues, au fur et à mesure qu'il s'y construirait des maisons d'habitation.
Ces voies se situaient sur la commune d'Ivry jusqu'à l'extension de Paris au-delà du mur des Fermiers généraux, décidée par Haussmann.
Une seconde ordonnance du 14 janvier 1829 modifia la précédente, mais seulement en ce qui concernait le nombre des rues. Elles furent réduites à quatre. Ces divers percements furent immédiatement tracés. Cette rue reçut la dénomination de « rue Papin » en vertu d'une ordonnance royale du 5 août 1844.
Elle disparaît lors de l’extension de la gare du chemin de fer d'Orléans entre 1862 et 1867,.